# Dirección General de la Economía Social y de la Responsabilidad Social de las Empresas
La Dirección General de la Economía Social y de la Responsabilidad Social de las Empresas es el órgano directivo del Ministerio de Trabajo y Economía Social, adscrito a la Secretaría de Estado de Economía Social, responsable de todo lo relativo a la economía social y la responsabilidad social corporativa (RSC/RSE).

## Historia
Este órgano directivo nace en 1997 bajo la denominación de Dirección General de Fomento de la Economía Social. Esta dirección general reemplazaba al Instituto Nacional de Fomento de la Economía Social y se estructuraba a través de una subdirección general llamada Subdirección General de Fomento y Desarrollo Empresarial y Registro de Entidades.
Al año siguiente se le añaden competencias sobre el Fondo Social Europeo a través de la Unidad Administradora del Fondo Social Europeo. Esta estructura se mantuvo hasta el año 2004, cuando se le añaden competencias sobre la promoción del trabajo autónomo y pasa a denominarse Dirección General de la Economía Social, del Trabajo Autónomo y del Fondo Social Europeo.
En 2008 las competencias administrativas sobre el Fondo Social Europeo son transferidas al órgano superior de la dirección general, la Secretaría General de Empleo y este órgano pasa a denominarse Dirección General de la Economía Social, del Trabajo Autónomo y de la Responsabilidad Social de las Empresas, con una única subdirección general con la misma denominación.
Desde diciembre de 2011, se ha mantenido una denominación similar salvo alterando el orden, siendo actualmente Dirección General del Trabajo Autónomo, de la Economía Social y de la Responsabilidad Social de las Empresas. Igualmente, desde este año recuperó las competencias sobre el Fondo Social Europeo y se creó una subdirección dedicada únicamente al trabajo autónomo.
Al igual que en 2008, en 2017 las competencias sobre el Fondo Social Europeo son transferidas al órgano superior, actualmente la Secretaría de Estado de Empleo y se suprime la Subdirección General de la Economía Social y de la Responsabilidad Social de las Empresas, quedándose únicamente con una subdirección para el trabajo autónomo. En 2018 se recuperó esta última subdirección general.
A finales de 2023, las competencias que había adquirido en 2004 en relación con el trabajo autónomo, se desgajaron en una nueva Dirección General de Trabajo Autónomo, renombrándose como «Dirección General de la Economía Social y de la Responsabilidad Social de las Empresas», y se traspasó a la nueva Secretaría de Estado de Economía Social. Asimismo, se le adscribió la Delegación Especial para el Impulso a la Economía Social que antes dependía del Comisionado especial para la Economía Social.

## Estructura y funciones
De la Dirección General dependen los siguientes órganos, a través de los cuales ejerce sus funciones:
- La Subdirección General de la Economía Social y de la Responsabilidad Social de las Empresas, a la que corresponde diseñar las políticas de promoción y difusión de la economía social y la responsabilidad social de las empresas, y la representación internacional del Ministerio en este ámbito.
- La Delegación Especial para el Impulso a la Economía Social, a la que corresponde realizar cuantas actuaciones en relación con la economía social y los cuidados resulten precisas para garantizar la ejecución de los fondos del Plan de Recuperación, Transformación y Resiliencia, asignados en esta materia al Ministerio.

## Directores generales
- Directores Generales de Fomento de la Economía Social.
  - Celestino García Marcos (7 de febrero de 1997-29 de octubre de 1998)
- Directores Generales de Fomento de la Economía Social y del Fondo Social Europeo.
  - Isidro Javier Cuberos González (29 de octubre de 1998-23 de febrero de 1999)
  - Ángeles Riesco Sánchez (23 de febrero de 1999-20 de mayo de 2000)
  - Francisco Javier Minondo Sanz (20 de mayo de 2000-7 de septiembre de 2002)
  - Miguel Barrachina Ros (7 de septiembre de 2002-31 de enero de 2004)
  - Luis Javier Santamaría Ruiz (6 de febrero de 2004-14 de abril de 2004)
- Directores Generales de la Economía Social, del Trabajo Autónomo y del Fondo Social Europeo.
  - Juan José Barrera Cerezal (24 de abril de 2004-19 de julio de 2008)
- Directores Generales de la Economía Social, del Trabajo Autónomo y de la Responsabilidad Social de las Empresas.
  - Juan José Barrera Cerezal (19 de julio de 2008-31 de diciembre de 2011)
- Directores Generales del Trabajo Autónomo, de la Economía Social y de la Responsabilidad Social de las Empresas.
  - Miguel Ángel García Martín (5 de enero de 2012-4 de julio de 2015)
  - Carmen Casero González (4 de julio de 2015-7 de julio de 2018)
  - Olga Robles Molina (7 de julio de 2018-1 de septiembre de 2018). Interina.
  - María Antonia Pérez León (1 de septiembre de 2018-30 de enero de 2020)
  - Maravillas Espín Sáez (30 de enero de 2020-12 de diciembre de 2023)
- Directores Generales de la Economía Social y de la Responsabilidad Social de las Empresas
  - Aicha Belassir Khayati (12 de diciembre de 2023-presente)[11]